# Roxon
Roxon är ett italienskt mopedmärke som använder sig av Den nya Derbimotorn (D50B0).
Det sitter exakt samma motor i den som i alla derbi modeller, men växellådan i Roxonen har fått mycket bättre kritik. Framförallt Derbi och Roxon har fått väldigt bra kritik för sina mopeder. En av orsakerna är att de inte stryper mopederna så mycket, utan de sätter ett större bakdrev, så att den blir stark istället. Den har vissa delar som bara sitter på de lite dyrare mopederna, så som 17.5mm förgasare och digital hastighetsmätare. 

## Modeller i urval
- Duel TT (Enduro)
- Duel SM (Supermotard)